# Flughafen Sylt
Flughafen Sylt, også benævnt Sylt Airport (IATA: GWT, ICAO: EDXW), er en regional lufthavn ved byen Vesterland på øen Sild i Tyskland. Det er Tysklands nordligste lufthavn og en af de mest benyttede i delstaten Slesvig-Holsten.

## Historie
Lufthavnen blev etableret umiddelbart efter afslutningen af Første Verdenskrig. Den drivende kraft var turisme. I juli 1919 var der en flyrute imellem Berlin–Hamburg–Sylt. Selvom ruterne kun var i drift om sommeren, og flyene havde 3-5 passagerer, havde lufthavnen 2.560 rejsende i 1925.
I 2004 var der 48.000 passagerer, 2005 var der 62.000. I 2006, på grund af mange nye direkte forbindelser, steg antallet til 111.000, og i 2009 var der rekord med 176.000 passagerer. Flere eksperter har vurderet, at lufthavnens nuværende terminalbygninger maksimalt kan klare 150.000 årlige passagerer.

## Selskaber
Lufthansa, TUIfly m.fl. flyver i hele sommerperioden til over 10 forskellige destinationer.